# Pták Ohnivák (film)
Pták Ohnivák je česko-německá filmová pohádka z roku 1997.

## Děj
O ruku princezny Eleny se ucházejí tři muži – čaroděj Skeleton, princ Wolf a princ Afron. Skeleton princeznu unese a Afron spolu se svým bratrem Otmarem se vydají ji zachránit. Na cestě musí překonat mnoho překážek. Afron během cesty ztratí svého milovaného bratra a musí jít dál už sám. Afronovi se podaří Skeletona zabít a Elenu zachránit, ale Wolf Afrona zabije. Ale Jadwiga Afrona oživí pomocí živé vody a Afron s Elenou se mohou vzít.

## Obsazení
- Manou Lubowski – princ Afron (namluvil Zdeněk Hruška)
- Tina Ruland – princezna Elena (namluvila Dana Černá)
- Jiřina Bohdalová – Jadwiga
- Jiří Langmajer – princ Wolf
- Martin Zounar – Gustav, noshled prince Wolfa
- Horst Buchholz – král Jorgen (namluvil Ladislav Županič)
- Karel Roden – čaroděj Skeleton
- Jozef Adamovič – vyslanec (namluvil Martin Kolár)